# 李根 (羽毛球运动员)
李根（LI Gen，1992年9月24日—）是中国男子羽毛球运动员，現已退役，並擔任北京壟聚體育有限公司董事长。

## 簡歷
李根的父親是中國國家羽毛球隊總教練李永波，母親為国家体育总局藝健部部長谢颖。因李永波在兄弟之中排行最尾，而上面两个哥哥生的都是女孩，所以谢颖便为儿子取名李根，寓意「李家的根」。
李根曾在父親的安排下打高尔夫球，但练了半年后就因不喜欢而放棄，改练他喜欢的羽毛球。李根12岁才開始打羽毛球，比起國內其他選手5、6岁就練習羽毛球来说，起步有点晚。2005年7月，13岁的李根被父親送到福建，跟隨前国家队教练汤仙虎训练。後來，李根在同年龄组的比赛中得到前四名，因而进入国家二队。
2011年4月，李根與刘成贏得全国青年羽毛球锦标赛男雙冠軍；第二天，他便獲派參加澳洲黃金大獎賽，首次出国打公开赛。
2013年7月，李根代表中國（中国科学技术大学）出戰俄羅斯喀山舉行的世界大學生運動會，參加羽毛球比賽的男子雙打、混合雙打及混合團體項目，贏得團體銀牌。
2015年10月，李根参加综艺节目《我不是明星》，在节目现场首次公開承認自己已经退役，来参加节目只希望表演唱歌。
2018年9月，李永波以中国羽毛球协会副主席的身份亮相「LYB全球业余羽毛球锦标赛」南宁分站赛发布会。李永波透露，“LYB”这个品牌是李根注册的，比赛由李根擔任董事长的北京垄聚体育有限公司承办和运作，自己則以前辈的身份助阵。

## 主要比賽成績
只列出曾進入準決賽的國際賽事成績：
| 年份   | 賽事                 | 公開賽級別 | 項目     | 拍檔 | 成績   |
| ------ | -------------------- | ---------- | -------- | ---- | ------ |
| 2008年 | 亚洲青年羽毛球錦標賽 | 其他       | 混合團體 | －   | 金牌   |
| 2009年 | 世界青年羽毛球錦標賽 | 其他       | 混合團體 | －   | 金牌   |
| 2010年 | 世界青年羽毛球錦標賽 | 其他       | 混合團體 | －   | 金牌   |
| 2013年 | 荷蘭羽毛球大獎賽     | 大獎賽     | 男子雙打 | 张楠 | 準決賽 |
| 2014年 | 中國羽毛球國際挑戰賽 | 國際挑戰賽 | 男子雙打 | 刘成 | 準決賽 |

| 2007-2017年 | 首要超級賽 | 超級賽 | 黃金大獎賽 | 大獎賽 | 國際挑戰賽 | 國際系列賽 | 未來系列賽 | 其他 |

| 2018-2026年 | 總決賽 | 超級1000賽 | 超級750賽 | 超級500賽 | 超級300賽 | 超級100賽 | 國際挑戰賽 | 國際系列賽 | 未來系列賽 | 其他 |